# Rovnianska vrchovina
Rovnianska vrchovina je geomorfologická část podcelku Nízke Javorníky v pohoří Javorníky. Rozprostírá se v jihovýchodní části pohoří a zabírá pás území od Bytče po Kysucké Nové Město. 

## Polohopis
Území se nachází v severovýchodní polovině pohoří Javorníky a zabírá pás území severně od Váhu. Leží v jihovýchodní části podcelku Nízké Javorníky a mezi významné sídla v této oblasti patří Pšurnovice, Divina a Rudina. Rovnianska vrchovina sousedí na západě s geomorfologickou částí Púchovská vrchovina, severně navazuje Javornická brázda a na severovýchodě Ochodnická vrchovina a Kysucká kotlina, všechny patřící do podcelku Nízké Javorníky. Na jihovýchodě v blízkosti Žiliny sousedí Kysucké bradla (podcelek Kysucké vrchoviny), Žilinská pahorkatina (podcelek Žilinské kotliny) a Manínska vrchovina (podcelek Súľovských vrchů), jižní okraj vymezuje Bytčianska kotlina, patřící do Považského podolie.
Severovýchodní část Javorníků patří do povodí Váhu a právě přítoky této řeky a v malé míře Kysuce, odvodňují tuto oblast. Mezi významné vodní toky patří Petrovička, Rovnianka, Dlhopoľka, Divina a Rudinský potok. Údolími řek a potoků vedou cesty, obsluhující zde ležící sídla, mnohé napojené na silnici II/507 (Púchov - Bytča - Žilina). Západním okrajem vede silnice I/10 (Bytča - Bumbálka) a východním okrajem i silnice I/11 do Čadce. Mezi regionálně významné silnice lze zařadit i silnici II/541 přes Veľké Rovné. Východním okrajem vede důležitá železniční trať Žilina - Ostrava.

## Chráněná území
Tato část pohoří leží mimo Chráněnou krajinnou oblast Kysuce a stejně tak zde neleží žádné zvláště chráněné území. Přírodní rezervace Rochovica tvoří západní část Kysucké brány, ale je součástí Kysucké vrchoviny.

## Turismus
Jihovýchodní část Nízkých Javorníků je charakteristická příčnými údolími, kterými proudí potoky a řeky jihovýchodním směrem do Váhu. Osídlení je zejména v okrajových polohách a Rovnianska vrchovina je turisticky méně vyhledávanou oblastí. Atraktivními jsou vyhlídkové lokality a rozhledny, poskytující zajímavé výhledy na okolní pohoří, východním směrem až po Malou Fatru. Okolí Velkého Rovného a Dlhého Pole je považováno za kolébku drátenictví na Slovensku, které zdejší mistry proslavilo po celém světě. Stejně je oblast známá láznickým osídlením. Na jihovýchodním okraji se na Velkém vrchu nachází rozsáhlé pravěké hradiště.

### Turistické stezky
- po  modré značce:
  - z Budatína do Sedla pod grapou (napojení na  Javornickou magistrálu)
  - z Nesluše na rozc. Pod Jakubovským vrchom (napojení na  Javornickou magistrálu)
  - z Kysuckého Nového Mesta na Vrchrieku (napojení na  Javornickou magistrálu)
- po  zelené značce:
  - z Bytče přes Petrovice na rozcestí Pod Čerenkou (napojení na  Javornickou magistrálu)
  - z Kolárovic přes Veľké Rovné do Dlhého Pole
  - z Nesluše přes Ochodnicu na Chotárny kopec (906 m n. m.), Napojení na  Javornickou magistrálu)
- po  žluté značce:
  - z rozc. Bielovce přes Dlhé Pole, Divinu a Rudinskou na rozc. Mičekovci nad Neslušou (napojení na  na Vrchrieku)
  - z Diviny do Sedla pod Závrším[2]